# Ochrodota pronapides
Ochrodota pronapides là một loài bướm đêm thuộc phân họ Arctiinae, họ Erebidae.